# Stig Stigmarker
Stig Lennart Stigmarker (i riksdagen kallad Stigmarker i Mullsjö), född 19 april 1919 i Bjurbäck, död där 16 mars 1984, var en svensk lantbrukare och politiker (folkpartist). 
Stig Stigmarker, som kom från en bondesläkt, var lantbrukare i Stora Stigabo i Bjurbäck. Han var kommunalnämndens ordförande i Mullsjö landskommun 1956 och var även ledamot i Skaraborgs läns landsting 1967–1973. Mellan 16 oktober och 31 december 1968 var han riksdagsledamot i andra kammaren för Skaraborgs läns valkrets.